# 埃里克·蔡森
埃里克·J·蔡森（英語：Eric J. Chaisson，1946年10月26日—）是一位美国天体物理学家，出生于马萨诸塞州洛厄尔，哈佛大学教授，哈佛-史密松天体物理中心成员，美國科學促進會会员，主要作品有《宇宙的演化》（Cosmic Evolution: The Rise of Complexity in Nature）、《天文学与生活》（Astronomy: A Beginner’s Guide to the Universe，与史蒂夫·L·W·麦克米兰合著）、《今日天文》（Astronomy Today，与史蒂夫·L·W·麦克米兰合著）等。